# Лія Намугерва
Лія Намугерва (англ. Leah Namugerva; нар. 2004) — кліматична активістка в Уганді.Організовувала кампанії з висадки дерев та ініціювала петицію про заборону поліетиленових пакетів в Уганді. Натхненна Ґретою Тунберг, вона почала підтримувати шкільні страйки в лютому 2019 року разом з організаторами «П'ятниць заради майбутнього» в Уганді Садрахом Нірере.
Намугерва виступала з промовою на Всесвітньому форумі міст у 2020 році та була молодіжною делегаткою на Конференції ООН по зміні клімату (COP25) у 2019 році.

## Життєпис
Її дядько, Тім Мугерва, є також відомим захисником довкілля в Уганді. Лея належить до англіканської церкви Уганди.

## Кліматичний активізм
Намугерва вперше почула про Ґрету Тунберг та її страйки у 2018 році. Це надихнуло її почати подібні дії, як Тунберг у 13 років, після того, як вона побачила репортаж у місцевих новинах про зсуви та повені в сільській місцевості Уганди. З того часу Намугерва стала відомою молодою захисницею клімату та членкинею африканського відділення організації «П'ятниці заради майбутнього», що відбувається в Уганді. Разом з Садрахом Нірере, Хільдою Флавією Накабує та двоюрідним братом Бобом Мотаву вона заснувала організацію «П'ятниці за майбутнє Уганди». Вона очолила збір підписів для петиції про заборону поліетиленових пакетів, а також часто бере участь у п'ятничних страйках з лютого 2019 року, закликаючи до більш активної діяльності стосовно клімату. Намугерва використовує свій вплив у соціальних мережах, аби заохочувати молодь регулярно висаджувати дерева та брати участь у заходах і проєктах, які допомагають захистити довкілля.

## Здобутки
Лія Намугерва запустила проєкт Birthday Trees після того, як відсвяткувала свій 15-й день народження, посадивши 200 дерев. Відповідно до проєкту, кожен, хто бажає відсвяткувати свій день народження посадивши дерева, може отримати саджанці. Її головно метою є домогтися дотримання чинного кліматичного законодавства (Паризьку кліматичну угоду) та залучити більшу уваги до питань зміни клімату. Разом з іншими молодими кліматичними активістами вона організовувала марші, паралельно з четвертим глобальний кліматичним страйком 29 листопада 2020 року, а також прибрала берег озера на пляжі Ггаба в Кампалі. Намугерва активно закликає уряд Уганди повністю виконувати Паризьку кліматичну угоду.

## Сучасне життя
Намугерва продовжує висаджувати дерева, аби боротися зі зміною клімату. Вона також продовжує виступати на кліматичних самітах і конференціях в Африці та по всьому світу. 7 листопада 2022 року Намугерва відвідала Конференцію ООН з питань зміни клімату (COP27) в Єгипті, на якій виступала з промовою.